# Albrecht von Wickenburg
Albrecht Capello Graf von Wickenburg (* 4. Dezember 1838 in Graz; † 17. Dezember 1911 in Wien) war ein österreichischer Lyriker und Schriftsteller.

## Leben
Albrecht Graf von Wickenburg lebte ab 1856 in Wien und war bis 1863 Staatsbeamter. Seine Gattin Wilhelmine, eine gebürtige Gräfin Almasy, war ebenfalls Schriftstellerin. Sein Vater, Matthias Constantin Capello (Konstantin) Graf von Wickenburg, war ein hochrangiger österreichischer Staatsbeamter und zeitweilig auch Handelsminister. Der Sohn studierte Jura in Wien und war anschließend bei der niederösterreichischen Statthalterei (kaiserliche Landes- bzw. Regionalverwaltung) beschäftigt. Das Schloss Lehenhof bei Scheibbs diente als Villa Almasy als Sommersitz des Schriftsteller-Ehepaars. Von 1885 an lebte er in Gries in der Nähe von Bozen (Südtirol), wo er die Villa Wickenburg bewohnte.
Von Wickenburg schrieb Gedichte und Liedtexte und trat besonders als Übersetzer von fremdsprachigen Dramen hervor. Wickenburg war der Großvater von Erik Graf von Wickenburg, Pseudonym: Robert von den Steinen, der ebenfalls Schriftsteller war. Die Wickenburggasse in Graz wurde nach seinem Vater, Konstantin Graf von Wickenburg, benannt.

## Werke
- Eigenes und Fremdes (1874)
- Mein Wien (1894)
- Altwiener Geschichten und Figuren (1896)
- Neue Gedichte (1898)
- 50 Wiener Gedichte (1911)